# Cypricercus
Cypricercus is een geslacht van kreeftachtigen uit de klasse van de Ostracoda (mosselkreeftjes).

## Soorten volgens <ITIS>
- Cypricercus cuneatus Sars, 1895
- Cypricercus deltoidea Delorme, 1970
- Cypricercus dentifera Dobbin, 1941
- Cypricercus elongata Dobbin, 1941
- Cypricercus horridus Sars, 1926
- Cypricercus mollis Furtos, 1936
- Cypricercus tressleri Ferguson, 1954
- Cypricercus turberculatus (Sharpe, 1909)